# Paul London en Brian Kendrick
Paul London en Brian Kendrick vormden een professioneel worstelteam dat actief was in de World Wrestling Entertainment (WWE).

## In worstelen
- Afwerking bewegingen
  - Dropsault (London) / Sunset flip (Kendrick) combinatie
  - Get Well Soon (Reverse STO (Kendrick) / Jumping enzuigiri (London) combinatie)
  - Sitout powerbomb (London) / Sliced Bread #2 (Kendrick) combinatie

- Kenmerkende bewegingen
  - Assisted standing moonsault
  - Double dropkick
  - Double flapjack
  - Double hip toss
  - Double Japanese arm drag
  - Double superkick

- Valet
  - Ashley Massaro

## Kampioenschappen en prestaties
- Pro Wrestling Illustrated
  - PWI Tag Team of the Year (2007)

- World Wrestling Entertainment
  - WWE Tag Team Championship (1 keer)
  - WWE World Tag Team Championship (1 keer)